# ترول‌ها (فرنچایز)
ترول‌ها (به انگلیسی: Trolls) یک انیمیشن آمریکایی فرنچایز چندرسانه‌ای ساخته شده توسط دریم‌ورکس انیمیشن است که با الهام از خط موفقیت‌آمیز عروسک ترول اسباب بازی‌های ایجاد شده توسط توماس دام این امتیاز شامل دو فیلم سینمایی ترول‌ها "است که در سال ۲۰۱۶ اکران شده وتور جهانی ترول‌ها در سال ۲۰۲۰ منتشر شده‌است، یک تلویزیون ویژه با عنوان "" تعطیلات ترولز و یک سری انیمیشن نتفلیکس، ترول‌ها: ضرب و شتم ادامه دارد!.

## فیلم‌های بلند

### ترول‌ها (۲۰۱۶)
ترول‌ها یک فیلم پویانمایی رایانه‌ای در سبک فانتزی و موزیکال به کارگردانی مایک میچل است که در سال ۲۰۱۶ اکران شد. از صداپیشگان آن می‌توان به آنا کندریک، جاستین تیمبرلیک، زویی دشانل، راسل برند، جیمز کوردن و گوئن استفانی اشاره کرد.

### تور جهانی ترول‌ها (۲۰۲۰)
تور جهانی ترول‌ها یک انیمیشن کمدی موزیکال ۲۰۲۰ ساخت دریم‌ورکس است، که در دنباله ترول‌ها ساخت ۲۰۱۶ می‌آید. کارگران این فیلم والت دورن است و از صدای بازیگرانی چون جاستین تیمبرلیک، جیمز کوردن، آنا کندریک، جیمز کوردن و ریچل بلوم در آن استفاده شده‌است. این فیلم در۱۷ آوریل ۲۰۲۰ اکران شد.

### ترول‌ها ۳
جاستین تیمبرلیک در ۹ آوریل ۲۰۲۰ در طول مصاحبه‌ای با اپل موزیک در فیلم‌های آینده ترول‌ها ابراز علاقه کرد، «امیدوارم ما حتی هفت فیلم از ترول‌ها بسازیم، زیرا به معنای واقعی کلمه این هدیه‌ای برای ما است.» در ۲۲ نوامبر ۲۰۲۱ اعلام شد که سومین فیلم ترول‌ها در ۱۷ نوامبر ۲۰۲۳ در سینماها اکران خواهد شد.
| فیلم                     | تاریخ انتشار   | کارگردان‌ها                 | فیلمنامه‌نویس‌ها                                                     | داستان                  | تهیه‌کننده |
| ------------------------ | -------------- | -------------------------- | ------------------------------------------------------------------ | ----------------------- | --------- |
| ترول‌ها                   | ۴ نوامبر ۲۰۱۶  | والت دورن و مایک میچل      | جاناتان ایبل و گلن برگر                                            | اریکا ریوینوجا          | جینا شی   |
| تور جهانی ترول‌ها         | ۱۰ آوریل ۲۰۲۰  | والت دورن و دیوید پی اسمیت | مایا فوربس، گلن برگر، جاناتان آیبل، الیزابت تیپت و والاس ولودارسکی | گلن برگر و جاناتان آیبل | جینا شی   |
| ترول‌ها با هم متحد می‌شوند | ۱۷ نوامبر ۲۰۲۳ | والت دورن                  |                                                                    |                         | جینا شی   |